# قطعنامه ۱۳۹۷ شورای امنیت
قطعنامه ۱۳۹۷ شورای امنیت سازمان ملل متحد که در تاریخ ۱۲ مارس ۲۰۰۲ تصویب شد، سندی بین‌المللی دربارهٔ بررسی وضعیت خاورمیانه، از جمله مسئله فلسطین است. این قطعنامه طی نشست ۴۴۸۹ام با ۱۴ رای موافق، ۰ مخالف و ۱ ممتنع تصویب شد.